# Oluniké Adeliyi
Oluniké Adeliyi (Brampton, 5 gennaio 1977) è un'attrice canadese.

## Biografia
Oluniké Adeliyi è nata il 5 gennaio 1977 a Brampton, in Ontario, da genitori di origini giamaicane e nigeriane. Si è laureata all'Accademia americana di arti drammatiche e successivamente ha incominciato ad esibirsi in alcuni teatri locali, prima di ritornare a Toronto nel 2008.

## Carriera
Mentre frequentava la scuola, ha interpretato Artful Dodger, nel musical della sua scuola Oliver Twist. Dopo il diploma, ha frequentato l'American Academy of Dramatic Arts di New York. Da allora si è esibita in molti teatri canadesi e statunitensi, recitando in Sogno di una notte di mezza estate, La calunnia e Jitney. Ha iniziato a recitare nel 2002, nel film John Q, diretto da Nick Cassavetes. Inoltre, ha recitato in Undercover Brother.
Nel 2009, ha recitato nella serie TV canadese Flashpoint. Nel 2012, è stata candidata come miglior attrice in un film ai Canadian Comedy Awards per French Immersion.
Nel 2014, è diventata la prima attrice di colore ad interpretare Lady Macbeth.
Dal 2017 al 2021, ha interpretato Giselle Bois, nella serie della CBC Workin' Moms.
Nel 2018, è stata candidata ai Canadian Screen Awards come migliore attrice non protagonista per la sua interpretazione in Boost.

## Vita privata
Ha una figlia, Alesha, anch'essa attrice.

## Filmografia

### Cinema
- John Q, regia di Nick Cassavetes (2002)
- Undercover Brother, regia di Malcolm D. Lee (2002)
- Una pazza giornata a New York (New York Minute), regia di Dennie Gordon (2004)
- Saw 3D - Il capitolo finale (Saw 3D), regia di Kevin Greutert (2010)
- French Immersion, regia di Kevin Tierney (2011)
- Days in Havana, regia di Gil Bellows e Tony Pantages (2013)
- The Returned, regia di Manuel Carballo (2013)
- A Christmas Horror Story, regia di Grant Harvey, Steven Hoban e Brett Sullivan (2015)
- Boost, regia di Darren Curtis (2016)
- Darken, regia di Audrey Cummings (2017)
- The Parting Glass, regia di Stephen Moyer (2018)
- Deep Space, regia di Davin Lengyel (2018)
- The Prodigy - Il figlio del male (The Prodigy), regia di Nicholas McCarthy (2019)
- Tammy's Always Dying, regia di Amy Jo Johnson (2019)
- She Never Dies, regia di Audrey Cummings (2019)
- Akilla's Escape, regia di Charles Officer (2020)
- Chaos Walking, regia di Doug Liman (2021)
- Cinema of Sleep, regia di Jeffrey St. Jules (2021)
- Backspot, regia di D. W. Waterson (2023)
- Doubles, regia di Ian Harnarine (2023)
- Village Keeper, regia di Karen Chapman (2024)
- The Fire Inside, regia di Rachel Morrison (2024)

### Televisione
- Blue Murder - serie TV, episodio 3x10 (2003)
- The Border - serie TV, episodio 2x13 (2008)
- Flashpoint - serie TV, 20 episodi (2009-2012)
- Who is Simon Miller?, regia di Paolo Barzman - film TV (2011)
- Combat Hospital - serie TV, episodio 1x11 (2011)
- Being Human - serie TV, 3 episodi (2012)
- The Listener - serie TV, episodio 3x07 (2012)
- Al mio vero unico amore (Her Husband's Betrayal), regia di Ron Oliver - film TV (2013)
- Cracked - serie TV, episodio 2x04 (2013)
- Republic of Doyle - serie TV, 3 episodi (2014)
- Remedy - serie TV, episodio 1x01 (2014)
- Odd Squad - serie TV, episodio 1x06 (2014)
- Saving Hope - serie TV, episodio 3x11 (2015)
- Un desiderio che si avvera (A Wish Come True), regia di Mark Rosman - film TV (2015)
- Lost Girl - serie TV, episodio 5x10 (2015)
- Killjoys - serie TV, episodio 2x07 (2016)
- Group Home, regia di Justin Kelly - film TV (2016)
- Taken Too Far, regia di Paul Lynch - film TV (2017)
- The Girlfriend Experience - serie TV, episodio 2x07 (2017)
- Workin' Moms - serie TV, 25 episodi (2017-2021)
- Deep Six - serie TV, 6 episodi (2018)
- Little Dog - serie TV, 5 episodi (2019)
- Titans - serie TV, episodio 2x07 (2019)
- Frankie Drake Mysteries - serie TV, episodio 3x08 (2019)
- American Gods - serie TV, 3 episodi (2019-2021)
- Coroner - serie TV, 7 episodi (2020)
- Transplant - serie TV, episodio 1x09 (2020)
- The Expanse - serie TV, 8 episodi (2020-2021)
- Revenge Delivered, regia di Bill Corcoran - film TV (2021)
- Guilty Party - serie TV, episodio 1x07 (2021)
- Revenge of the Black Best Friend - serie TV, 6 episodi (2022)
- The Porter - serie TV, 7 episodi (2022)
- Mike - miniserie TV, 3 episodi (2022)
- Unbroken - serie TV, episodio 1x01 (2022)
- Ruby and the Well - serie TV, episodio 3x04 (2023)

### Cortometraggi
- Book Club, regia di Kate Yorga (2010)
- Two Cities, regia di Nadia Awad (2010)
- Half Way Home, regia di Barbara Topsøe-Rothenborg (2013)
- Agape, regia di Chris Strikes (2014)
- The Drop In, regia di Naledi Jackson (2017)
- The Emissary, regia di Naledi Jackson (2017)
- GUION, regia di Sagi Kahane-Rapport (2018)
- ShoeGazer, regia di Isa Benn (2019)
- Promise Me, regia di Alison Duke (2020)
- Sila, regia di Jeff Brownell (2020)
- Puppy, regia di Ashley Matt (2022)
- Thirsty AF: Adventures of a Recovering Sex Addict, regia di L.A. Wade (2024)

## Doppiatrici italiane
Nelle versioni in italiano delle opere in cui ha recitato, Oluniké Adeliyi è stata doppiata da:
- Patrizia Burul in Flashpoint
- Selvaggia Quattrini in Titans
- Irene Di Valmo in The Parting Glass
- Mattea Serpelloni in Saving Hope
- Sophia de Pietro in Un desiderio che si avvera